# Dniepr (entreprise)
Dniepr (Днепр en russe) est une marque de motos soviétique, puis ukrainienne, basée à Kiev.
Son origine remonte à 1957. À cette époque, l'ex-usine Oural de Kiev produit des M72 militaires, sous le nom de Kievskii Mototsikletnyi Zavod (KMZ).
En 1959, la fabrication de la M72 est arrêtée, sa remplaçante s'appelle K-750. D'un point de vue commercial, la marque et le modèle n'étant pas très vendeur, on lui préférera le nom du fleuve qui coule près de Kiev, le Dniepr.
En 1976 apparaissent les premières motos pour le marché civil MT11 (side-car une roue motrice) et MT16 (side-car deux roues motrices) à moteur culbuté.
L'usine produit aujourd'hui encore ces modèles mais il n'y a plus d'importation en France.